# أبو زبيدة
زين العابدين محمد حسين (بالإنجليزية: Abu Zubaydah) ويعرف باسم أبو زبيدة ولد في 12 مارس 1971 وهو مواطن فلسطيني محتجز حالياً لدى حكومة الولايات المتحدة كمقاتل عدو في معتقل غوانتانامو، قُبض عليه في باكستان في مارس 2002.
تعتقد وكالة المخابرات المركزية أنه عضواً رفيع المستوى في تنظيم القاعدة. أثناء الاستجواب تعرض أبو زبيدة لقرابة 83 مرة إيهام بالغرق لانتزاع اعتراف منه وتعرض إلى العديد الممارسات بما في ذلك التعري القسري والحرمان من النوم، والحبس في صناديق صغيرة مظلمة، والحرمان من الطعام والاعتداءات الجسدية.

## سيرته وسنواته الأولى في أفغانستان
وفقاً لشقيقهِ الأصغر هشام فلديهم ثمانية أشقاء، ولد في السعودية لأبوين من فلسطين، ثم انتقل إلى الضفة الغربية عندما كان مراهقاً، حيث انضم في المظاهرات الفلسطينية ضد الإسرائيليين. وذكر أن أبو زبيدة قد درس علوم الكمبيوتر في بيون في ولاية ماهاراشترا الهندية قبل سفره إلى أفغانستان وباكستان عندما كان عمره 20 في عام 1991 وانضم إلى المجاهدين في الحرب الأفغانية.
في عام 1992 أصيب أبو زبيدة في انفجار قذيفة هاون. تركت شظايا في رأسه وتسبب فقدان الذاكرة، فضلاً عن فقدان القدرة على الكلام لأكثر من سنة واحدة.
أصبح أبو زبيدة في نهاية المطاف مشاركاً في المعسكر التدريبي الجهادي المعروف باسم معسكر خلدن، حيث أشرف على استقبال المجندين وخلال السنوات الأولى من الحرب في أفغانستان، وصفت إدارة بوش معسكر خلدن كمكان تدريب لتنظيم القاعدة.